# Machilus obscurinervis
Machilus obscurinervis är en lagerväxtart som beskrevs av Shu Kang Lee. Machilus obscurinervis ingår i släktet Machilus och familjen lagerväxter. Inga underarter finns listade i Catalogue of Life.